# Twin Buttes
De Twin Buttes zijn twee kleine sintelkegels in het zuiden van de Cascade Range. De heuvels bevinden zich in Shasta County in het noorden van de Amerikaanse staat Californië. Het hoogste punt van de kegels ligt op een hoogte van 1.630 meter. De Twin Buttes liggen tussen de vulkanische bergen Burney Mountain en Freaner Peak en bevinden zich zo'n 7 km ten westen van State Route 89. De heuvels vallen binnen de grenzen van het Lassen National Forest.